# Serebrjanyje Prudy
Serebrjanyje Prudy (russisch Сере́бряные Пруды, wörtlich „Silberne Teiche“ oder auch „Silberweiher“) ist eine Siedlung städtischen Typs in Russland im äußersten Süden der Oblast Moskau, nahe der Grenze zur Oblast Rjasan. Der 9705 Einwohner (Stand 14. Oktober 2010) zählende Ort liegt am Ossjotr, einem rechten Nebenfluss der Oka, rund 160 km von Moskau entfernt, und ist Verwaltungszentrum des gleichnamigen Rajons innerhalb der Oblast.

## Geschichte

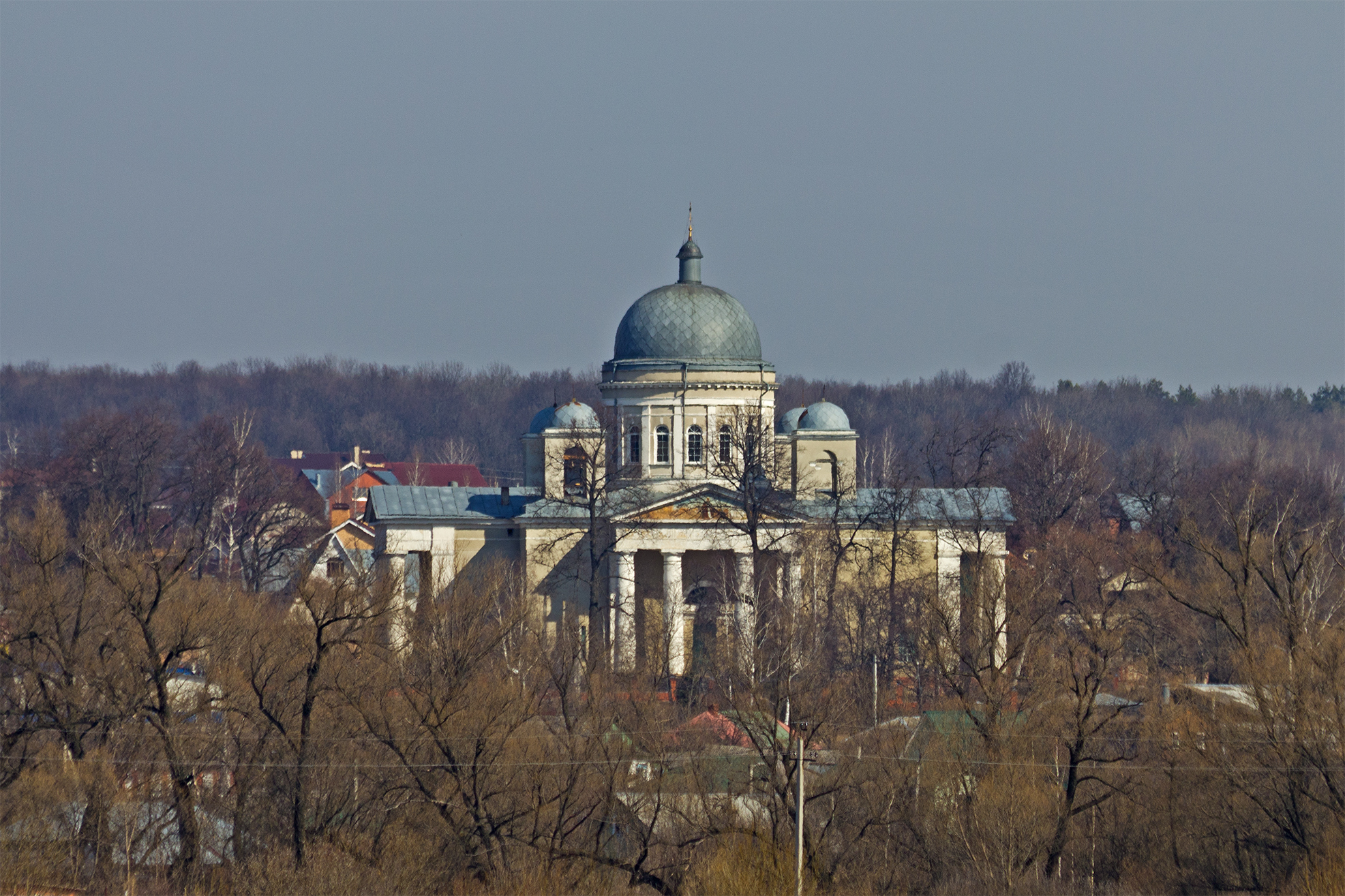
St. Nikolaus-Kirche in Serebrjanyje Prudy

Erste Erwähnungen des Ortes Prudy südlich von Moskau stammen aus den frühen 1570er-Jahren. Zu dieser Zeit lag der Ort nahe den südlichen Grenzen des Großfürstentums Moskau und wurde daher oft von Tataren überfallen. Aus diesem Grunde diente das Dorf eine Zeit lang als Festung, verlor diese Bedeutung jedoch bis zum 17. Jahrhundert wieder, als die Grenzen Russlands weiter Richtung Süden verschoben werden konnten.
1898 wurde an Serebrjanyje Prudy die Bahnstrecke Moskau Pawelezer Bahnhof–Bogojawlensk vorbeigeführt und dort eine Station eröffnet. Am 20. Juni 1924 wurde der Ort Verwaltungssitz eines Rajons. Ab 26. September 1937 gehörte der Rajon zur Oblast Tula, bevor er am 20. Dezember 1942 zur Oblast Moskau kam.
Im Zweiten Weltkrieg wurde im Rahmen der Schlacht um Moskau bei Serebrjanyje Prudy das Vordringen der deutschen Wehrmacht gestoppt. Sie konnte den Ort nur wenige Tage bis zur Zurückeroberung durch die Rote Armee am 7. Dezember 1941 besetzt halten.
Seit 20. April 1961 besitzt der Ort den Status einer Siedlung städtischen Typs.

## Bevölkerungsentwicklung
| Jahr | Einwohner |
| ---- | --------- |
| 1939 | 5341      |
| 1959 | 2700      |
| 1970 | 5952      |
| 1979 | 7578      |
| 1989 | 8977      |
| 2002 | 8969      |
| 2010 | 9705      |

Anmerkung: Volkszählungsdaten. 1959 befanden sich die links des Ossjotr gelegenen Ortsteile unter Verwaltung des eigenständigen Dorfsowjets Saretschny (Tschuikowski).

## Wirtschaft und Infrastruktur
Der nach Verhältnissen des Moskauer Großraums nur gering besiedelte Rajon um Serebrjanyje Prudy ist vorwiegend landwirtschaftlich geprägt. Im Rajonzentrum stellt eine Spirituosenfabrik den größten Industriebetrieb dar.
Serebrjanyje Prudy hat einen Bahnhof an der Strecke. Die wichtigste Straßenverbindung ist die nahe verlaufende föderale Fernstraße R22 Kaspi (ehemals M6).

## Söhne und Töchter des Ortes
- Ernst-August Köstring (1876–1953), deutscher Diplomat und General der Kavallerie im Zweiten Weltkrieg
- Wassili Tschuikow (1900–1982), Marschall der Sowjetunion
- Marianna Laba (* 1968), ukrainische Sopranistin